# Scarodytes antoni
Scarodytes antoni är en skalbaggsart som beskrevs av Hans Fery och Stastný 2007. Scarodytes antoni ingår i släktet Scarodytes och familjen dykare. Inga underarter finns listade i Catalogue of Life.